# Colonia agrícola de Turén
La Colonia agrícola de Turén es una colonia de emigrantes europeos (inicialmente algunos alemanes y luego en su mayoría italianos con algunos españoles), fundada en 1849 en el estado Portuguesa de Venezuela.

## Historia

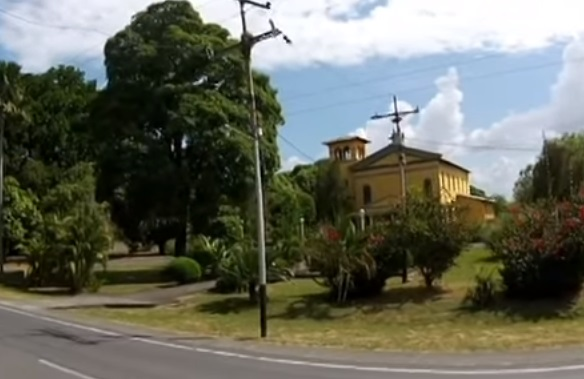
Iglesia en la Colonia Agrícola de Turén

La colonización europea -en forma programada- empieza en Venezuela inmediatamente después de las guerras de independencia, que habían depopulado enormemente la nación suramericana. Codazzi creó en 1843 la primera colonia con alemanes, que fundaron la Colonia Tovar en la Cordillera Central. Hubo sucesivamente otras colonias, como la Colonia Bolívar fundada con franceses e italianos en 1877 en el estado Miranda y la colonia Independencia en el estado Guarico. 40 familias de inmigrantes de Dinamarca se radicaron en la Colonia Bolívar, hoy día Chirgua en el Estado Carabobo Dicha colonia fracasó en solo un año regresando a Dinamarca 38 de las 40 familias que formaron parte del proyecto. Las únicas dos familias que decidieron quedarse en Venezuela fueron los Petersen y Jørgensen.
Posterior al derrocamiento del General Isaías Medina Angarita, la Junta Revolucionaria de Gobierno comienza a materializar los proyectos existentes que diseñaron los anteriores gobernantes sobre el desarrollo agrícola sustentable basado en la colonización de grandes extensiones. El gobierno venezolano decidió entonces dar nuevo impulso a la inmigración europea principalmente en las regiones andina y en la central. 

En Venezuela gobernaba el general Marcos Pérez Jiménez quien adelantaba en el país planes para fundar Colonias Agrícolas estables que fomentaran el trabajo por la tierra. Este trabajo se había originado desde 1948 cuando se dieron los primeros pasos en este sentido. En aquel entonces un agrónomo húngaro y un grupo de trabajadores italianos comenzaron a realizar las primeras instalaciones de lo que sería la Unidad Agrícola de Turén....En mayo de 1951 arriba el primer grupo de inmigrantes. Son treinta familias alemanas que vienen buscando nuevos rumbos. Uno de ellos, José Oprescko, recuerda: "Fue por aquella época (Venezuela) un país que ofreció algo distinto y más llamativo para el inmigrante europeo".El programa contemplaba el otorgamiento de parcelas de 24 hectáreas cada una dotando a sus trabajadores del título de propiedad, una vivienda, maquinaria adecuada y créditos destinados a la siembra los cuales debían ser pagados en veinte años. El experimento ya es un hecho desde 1951....El 19 de febrero de 1952 ancla en Puerto Cabello el barco "Américo Vespucci" precedente de Italia con 54 jefes de familias para participar en el proyecto. Vienen acompañados de sus esposas e hijos.Wilfredo Bolívar, Cronista del municipio Araure, estado Portuguesa

En enero de 1947, el director del "Instituto Técnico de Inmigración y Colonización", Manuel P. Graterol, escribió la carta de presentación a un proyecto de colonización en el distrito de Turén, elaborado por un grupo de técnicos italianos. Este contenía un anexo con cinco plantas de casa y un esquema de la zona donde hubiera surgido, en 1949, la "Unidad Agrícola de Turén", la más ambiciosa experiencia de este tipo jamás realizada en un país caribeño.
Dentro de esta realidad se adoptó un modelo desarrollista con evidente influencia de los Estados Unidos. Dicho modelo hizo posible el establecimiento de relaciones sociales de producción en el sector agrícola basados en el capitalismo. En este orden de ideas, a finales de la década de 1940 y comienzos de la de 1950, se inicia un "Proyecto de Estado" que se concretizó sucesivamente en la Colonia agrícola de Turén. Para tal fin, el gobierno a través de la diplomacia itinerante hizo uso de los convenios internacionales suscritos durante la posguerra sobre ayuda a refugiados y puso en práctica la política de fronteras abiertas de inmigración selectiva impulsada por el general Marcos Pérez Jiménez, en donde ingresaron europeos (en su mayoría italianos, españoles y alemanes) con tradición agrícola que compartieron labores con ciudadanos venezolanos provenientes de diversas regiones de la República. 
En 1949, la Unidad o Colonia Agrícola de Turén, la más ambiciosa colonización de este tipo jamás planeada en Venezuela,  se iniciaba con la deforestación de la densa selva de San Camilo que desembocaba en el río Portuguesa,  para dar paso al Plan Arrocero iniciado en 1948. La transformación del paisaje estalló en febrero de 1953, durante el gobierno del Presidente Marcos Pérez Jiménez, cuando decidió establecer en este lugar un moderno centro de explotación agrícola planificado y desarrollado por el Instituto Agrario Nacional. Ubicada, así como la colonia Tovar, en una zona de montañas, el futuro Granero de Venezuela abrigó, junto a una minoría de agricultores locales, una babel de inmigrantes de varios países. Inicialmente fueron sobre todo Europeos orientales, llegados por medio de la "International Refugee Organization", pero ya en el comienzo de los años cincuenta los italianos pasaron a constituir la mayoría relativa de la población.
Esto se debió al hecho que el presidente Pérez Jiménez, sabiendo que Mussolini, para bonificar los pantanos pontinos del Lazio, había hecho llegar del pobre Véneto centenas de familias de agricultores, envió a Latina un emisario, que a través de diapositivas, películas cortas y promesas, fuera capaz de convencer algunas familias para que tentaran la experiencia en Venezuela. 
En efecto para estimular aquellos que deseasen trasladarse en esas tierras, el gobierno había hecho construir casas, una iglesia, un ambulatorio, una secadora de grano y algunos silos. Adhirieron al proyecto 54 familias italianas que se embarcaron en el transatlántico “Amerigo Vespucci” y llegaron a Puerto Cabello el 19 de febrero de 1952. Cuatro años después, de las 582 familias establecidas en Turén, 313 eran de origen extranjero. Entre ellos, el 30% eran italianos, el 17% españoles, el 16% yugoslavos y el 14% rumanos de origen alemán; el otro 23% incluía representantes de 20 nacionalidades diferentes (sobre todo alemanes).
La Colonia de Turén – donde, en los años de 1952-53, funcionaba una estación experimental para la cría de bovinos, con aplicación de la moderna práctica de la fecundación artificial y servicio veterinario, y habían vastas plantaciones de sisal, sésamo y bananas – no fue, sin embargo, la única destinación para los emigrantes italianos y europeos que se dirigían a los campos venezolanos. Hubo otras - pero de muy pequeñas dimensiones- en varias regiones venezolanas.
En 1958 hubo una pequeña crisis -luego de la caída del gobierno de Pérez Jiménez- algunos inmigrantes (sobre todo alemanes, húngaros, yugoslavos y rumanos) se fueron de la Colonia Turén, que se convirtió en una colonia donde la mayoría eran italianos con algunos españoles. Pero con el gobierno de Luis Herrera Campíns (originario de Acarigua, ciudad localizada muy cerca de Turén) la situación económica volvió a ser florida y pujante.  
En los años sesenta y setenta la colonia creció enormemente con un desarrollo económico calificado entre los mejores de toda Latinoamérica. El 33% de la producción agrícola del estado Portuguesa venía de la Colonia en los años ochenta La Colonia Turén se ha caracterizado también por el desarrollo en el estado Portuguesa de importantes equipos de fútbol. El inicio futbolístico fue en los años sesenta, cuando un grupo de inmigrantes italianos fundó el Colonia Football Club, que ganó el torneo local del estado Portuguesa por 4 años (1961-1964) consecutivos con el entrenador italiano Sante Zenere y que luego se convirtió en el Atlético Turén (y actualmente en el Internacional Turén).
Un gran número de famosos jugadores originarios de la Colonia (como Gilberto Angelucci y Yeferson Soteldo) dieron los primeros pasos en el Atlético Turén para luego formar filas en los diversos equipos del fútbol profesional venezolano y representar al país en sus diversas selecciones, incluyendo a la Selección Nacional de Fútbol venezolano